# El mito (película)
El mito es una película de aventura y artes marciales de 2005, dirigida por Stanley Tong y protagonizada por Jackie Chan, Mallika Sherawat, Tony Leung Ka-fai y Kim Hee-sun. La película fue estrenada en Hong Kong el 23 de septiembre de 2005, logrando superar los seis millones en la moneda local en sus primeros tres días en los cines. Finalizó con una cifra de 17 millones, convirtiéndose en la tercera película en recaudación en Hong Kong ese año. A nivel mundial la película presentó una taquilla de 120 millones.

## Sinopsis
Durante la dinastía Qin, el general Meng Yi tiene la tarea de acompañar a la princesa coreana Ok-Soo a China para casarse con el emperador Qin. A lo largo del viaje, un guerrero coreano intenta apoderarse de ella, pero Meng Yi la salva. Ok-soo se enamora de Meng Yi y muestra su afecto por él abiertamente, pero Meng la rechaza honorablemente y completa con éxito su misión. El emperador Qin se enferma gravemente más tarde y envía a Meng Yi a buscar el elixir de la inmortalidad, lo único que puede salvar su vida. Los guardias que escoltan al elixir son emboscados por rebeldes que trabajan para el príncipe y canciller traicionero. Meng Yi le entrega el elixir a su subalterno, Nangong Yan, antes de morir en la batalla. Aunque Nangong Yan logra llevar el elixir al emperador, el canciller quería que Nangong Yan y Ok-soo probaran la validez del elixir y los obligaron a consumirlo, condenándolos a la prisión en el mausoleo del emperador Qin por toda la eternidad.
En la actualidad, Jack, un arqueólogo, se convierte en la reencarnación de Meng Yi y a menudo sueña con su vida pasada. Un día, su amigo William lo invita a una búsqueda para encontrar un material raro que pueda crear un campo de gravedad cero. Viajan a una tumba flotante de un príncipe Dasar en la India, donde Jack descubre una pintura de la princesa que ha estado viendo en sus sueños. Jack también se entera de que durante una misión al Imperio Qin, el príncipe Dasar trajo tesoros y mujeres como regalos. A cambio, el emperador Qin le ofreció una de sus concubinas y le pidió que eligiera, pero se negó cuando el príncipe eligió a su favorita, Ok-soo. En cambio, el emperador Qin le regaló una pintura de Ok-soo y la piedra preciosa Qin Star. William saca una extraña roca negra de una estatua felina y accidentalmente colapsa el campo de gravedad cero que sostiene la tumba, lo que termina destruyéndola. William logra escapar, pero Jack salta de un acantilado y cae a un río, perdiendo la conciencia. 
Más tarde es salvado por Samantha, una campesina india. Samantha lleva a Jack a ver a su tío, un gurú de Kalaripayattu, que le dice a Jack que tome la espada que encontró y pelee con uno de sus alumnos. Durante la pelea, Jack tiene un recuerdo de un duelo que tuvo con el príncipe Dasar en su vida pasada, y recupera brevemente sus habilidades de combate de su vida como Meng Yi. El tío de Samantha ilumina a Jack sobre su pasado y futuro. Jack regresa a casa a salvo y entrega la espada al Museo Nacional de China como un tesoro nacional. Su acción le causó un gran malestar al profesor Koo, el líder del sindicato que ha estado financiando la búsqueda del tesoro de Jack y William.
Después de una extensa investigación, Jack y William concluyen que el material antigravitatorio es un fragmento de un meteorito que cayó a la tierra durante la dinastía Qin. Encuentran la ubicación del mausoleo del emperador Qin, oculto detrás de una cascada. La tumba masiva contiene el fragmento más fuerte del meteorito, lo suficientemente potente como para convertir la tumba en un palacio flotante. Jack se encuentra con Ok-soo y Nangong Yan vivos dentro de la tumba. Éstos lo confunden con Meng Yi. El profesor Koo y sus hombres entran y tratan de robar el elixir de la inmortalidad, lo que conlleva a una pelea aérea entre ambos bandos. William accidentalmente rompe el equilibrio del campo después de quitar una parte del meteorito y causa que la tumba se colapse sobre sí misma, causando su propia muerte por ahogamiento. Mientras Jack escapa de la tumba colapsada, le pide a Ok-soo que vaya con él, pero ella se niega después de darse cuenta de que él no es Meng Yi y dice que esperará al verdadero Meng Yi para siempre, creyendo que aún vive. Cuando Koo se acerca al elixir, Yan se aferra a él mientras caen y presuntamente mueren. Jack es visto en casa con una copia publicada de El mito, un libro escrito por él sobre su aventura y sus experiencias que dedica a la memoria de su amigo William.

## Reparto
- Jackie Chan como Jack / General Meng Yi.
- Kim Hee-sun como Ok-soo.
- Tony Leung Ka-fai como William.
- Choi Min-soo como Choi.
- Mallika Sherawat como Samantha.
- Patrick Tam como General Xu Gui.
- Shao Bing como Nangong Yan.
- Ken Lo como Dragón.
- Yu Rongguang como Zhao Kuang.
- Ken Wong como Meng Jie.
- Jin Song como Jin Song.
- Hayama Go como Tigre.
- Chan Sek como Chita.
- He Jun como Fénix.
- Park Hyun Jin como Águila.
- Yao Weixing como Shen.
- Maggie Lau como Maggie.
- Yuen Tak como el monje Dasar.
- Sun Zhou como Koo.

## Recepción
En cuanto a la crítica especializada, la película recibió reseñas mixtas. El sitio Rotten Tomatoes le asignó un índice de audiencia de apenas 20%, basado en cinco reseñas, con un índice de audiencia promedio de 3.9/10. En cambio, Jim Hemphill de Reel Films Reviews, le dio 4 estrellas sobre 5 al filme, alabando sus efectos y escenas de combate.